# Akyłbek Tałantbekow
Akyłbek Tałantbekowicz Tałantbekow (kirg. Акылбек Таланбекович Талантбеков; ur. 2000) – kirgiski zapaśnik walczący w stylu klasycznym. Piąty w Pucharze Świata w 2022. 
Mistrz Azji U-23 w 2022. Trzeci na MŚ kadetów w 2017 roku.
Zdobył złoty medal mistrzostw Azji w 2023, ale został zdyskwalifikowany za doping.